# ارنو وربس
ارنو وربس (انگلیسی: Ernő Verebes; ۶ دسامبر ۱۹۰۲ – ۱۳ ژوئن ۱۹۷۱) بازیگر، خواننده، و بازیگر سینما اهل مجارستان بود. وی بین سال‌های ۱۹۱۵ تا ۱۹۵۳ میلادی فعالیت می‌کرد.
از فیلم‌ها یا برنامه‌های تلویزیونی که وی در آن نقش داشته‌است می‌توان به گیلدا، بالالایکا، هودینی، سرزمین بی زن، الیور توئیست، دانوب آبی، و دانوب آبی اشاره کرد.